# Курт Альберт (скелелаз)
Курт Альберт (* 28 січня 1954, Нюрнберг — † 28 вересня 2010, Ерланген) був німецьким скелелазом, альпіністом, фотографом і вчителем.

## Альпінізм
У віці 14 років Курт Альберт зайнявся скелелазінням у складі католицької молодіжної групу та секції Альпійського клубу. Це був час розквіту технічного альпінізму, коли під час сходжень активно використовувались болти та драбинки. Першими великими цілями Альберта стали класичні стіни Альп. У віці 17 років йому вдалося піднятися на пік Понт Вокер на Гранд-Жорас, а через рік північною стіною на Айгер.
Після візиту до Саксонської Швейцарії у 1973 р., де з кінця 19 століття набуло популярності вільне лазіння, Курт Альберт дотримувався думки, що технічні сходження не мають майбутнього. Він спробував пролізти чисто, тобто використовуючи спорядження лише для страховки, а не для лазіння, маршрути північної Франконії. З 1975 року він відзначав чисто пролізені маршрути червоною крапкою. Редпоінт або ротпункт перекладаються як «червона крапка». Його визначення редпоінт проходження — пролаз маршруту без зривів, використовуючи лише природні зачіпки під руки та ноги — став революційним в скелелазінні і залишається всесвітньо визнаним стилем вільного скелелазіння сьогодні.
Завдяки систематичним тренуванням він зміг покращити свої результати від 6а у 1974 році на маршруті Sarg до 7с у 1982 році на маршруті Magnet.
Вже у 1981 році разом з Вольфгангом Гюлліхом їм вдалося перенести спортивне скелелазіння у Альпи, зробивши проходження маршруту Locker vom Hocker (7а). У 1987 році разом із Герольдом Спрахманом він вперше вільно пройшов північну стену Тре Чіме ді Лаворедо (7а+).
Більшість маршрутів Курта Альберта були найскладнішими в Німеччині у свій час, і зараз вони вважаються класикою. Серед них маршрути Goldenes Dach (7а+), Entsafter (7а+), Erazerhead (7а+), Sautanz (7b+), Humbug (7b+), Luftballondach (7с) та Magnet (7с). Він не зміг далі збільшувати складність першопроходів, оскільки його пальці вже не витримували навантажень. Однак він зміг зробити кілька повторів складністю 8b.
З напарниками по скелелазінню (в тому числі з Вольфгангом Гюлліхом, Стефаном Гловачем, Берндом Арнольдом та Хольгером Хойбером) він брав участь у експедиціях в Альпи, на Мадагаскар, в Патагонію, Каракорум (вежі Транго) та на Баффінову Землю. Серед його першопроходжень є Slowenenführe (7а+) та Eternal Flame (7b+/A2) на вежу Транго (Безіменна вежа), а також Riders on the Storm (7с/A2) та «Королівський флеш» (IX) в Патагонії.
З друзями (Вольфгангом Гюлліхом, Інгрід Рейтеншпіє та ін.) вони кілька років жили разом в одній квартирі на Мозельштрассе в Обершелленбаху, де постійно зупинялися скелелази, що приїздили виступати на міжнародних змаганнях або лазити у Франконській Швейцарії.

## Нещасний випадок
26 вересня 2010 р. Курт Альберт зірвався на віа ферраті у скелелазному районі Höhenglücksteig поблизу Гіршбаха з висоти 18 метрів та отримав серйозні ушкодження. Він помер від травм через два дні в лікарні Ерлангена. Поліцейське розслідування виявило, що коли Альберт став на самостраховку, щоб сфотографувати, петля самостраховки відкрила муфту карабіна і відчепилася. Панахида за Альбертом, у якій взяли участь близько 700 людей — у тому числі багато провідних альпіністів — відбулася 9 жовтня 2010 р.

## Нагороди
- У 1985 році Курт Альберт отримав Срібний лавровий лист, найвищу спортивну нагороду у Федеративній Республіці Німеччина, разом з Вольфгангом Гюлліхом та Зеппом Гшвендтнером.
- У 2008 році він отримав Albert Mountain Award від Фонду пам'яті короля Альберта I.[5]
- На його честь названий маршрут Kurt Albert Gedenkweg у Франкенюрі, в секторі Lauterachtal.[6]

## Відомі перші проходження

### Франкенюра
- 1974 Sarg, Norisbabawand (6а)
- 1975 Adolf-Rott-Ged. Weg, Streitberger Schild (6а); перший маршрут позначений червоною крапкою.
- 1976 Frankenschnellweg, Rodenstein (Еренбург) (6b+)
- 1977 Die Gelbe, Маттерхорн (6b+)
- 1979 Dampfhammer, Weißenstein (7a)
- 1980 Rubberneck, Richard-Wagner-Fels (7a+)
- 1981 Sautanz, Obere Gößweinsteiner Walls (7b+)
- 1982 Magnet, Richard-Wagner-Fels (7c)

### Фрі-соло пролази
- 1979 Devil's Crack, Röthelfels (6b)
- 1986 Fight Gravity, Richard-Wagner-Fels (7a+)
- 1987 Rubberneck, Richard-Wagner-Fels (7a+)
- 1988 Courage Fouyons, Буі, Франція (7b)

### Альпійські маршрути
- 1981 Locker vom Hocker, Schüsselkarspitze в Австрії (7а+)
- 1987 Hasse-Brandler, Велика Цінне в Доломітових Альпах (7а+) (перше чисте проходження.
- Schweizerdach, Західна Цінне в Доломітових Альпах (7b+) (перше чисте проходження)

- 1988 Slowenenführe, Безіменна вежа в Каракорамі (8+) (перше сходження на червону точку)
- 1989 Вічний вогонь, Безіменна вежа в Каракорамі (7а+/A2)
- 1991 Riders on the Storm, Центральна вершина Пейна в Патагонії (7с/A2)
- 1994 Moby Dick, Уламерторсуак у Гренландії (7с+/A1))
- 1995Royal Flush, Фіц Рой, Патагонія (7с)[7]